# Kršćanska objava
Kršćanska objava
Hrvatski prijevod Biblije služi se riječima “objava” i “otkrivenje”. U Starom zavjetu uporabljeno je nekoliko riječi i izraza kojima se opisuje božansko otkrivenje: jārāh, gālāh, rā’āh, hāzāh, rō’eh, mar’eh, hōzeh i hāzôn (vid) te nešto općenitije riječi hāvāh, yāda’, nādag i ostale. Raznolikošću riječi koje su u svezi s otkrivanjem nečeg pokrivenog ili skrivenog, spoznajom, viđenjem, govorenjem, slušanjem i dr. čime biblijski pisci opisuju različite načine na koje Bog komunicira s ljudima. Proučavanjem svih biblijskih izraza u svezi s otkrivenjem pokazalo se osvjedočenje biblijskih pisaca da su bili primatelji i vjesnici božanskog otkrivenja, što je osobito istaknuto u spisima proroka u Starome zavjetu ali i na drugim mjestima.

## Pojam
Objava Božja temelj je čitavoga kršćanstva i kršćanske teologije, posebice u susretu s modernim svijetom. Sva je kršćanska objava dovršena smrću posljednjeg apostola, stoga od tad se niti se smije oduzeti niti dodati od onoga što je Crkvena objava utemeljena na Apostolskoj tradiciji. Novozavjetna je objava kristocentrična.
Govoreći o kršćanskoj objavi u širem smislu, analizira se ove odnose:
- Bog objavitelj i čovjek primatelj Božje Objave
- otvorenost čovjekova duha prema neizmjernom Bogu
- Bog traži čovjeka
- objavljena istina o Bogu i o čovjeku.

Govoreći o kršćanskoj objavi u užem smislu razmatra se: 
- biblijska razdoblja i svetopisamski temelji Božje Objave
- Isusova patnja, smrt i uskrsnuće kao Božja konačna Objava
- modernistička kriza i novo shvaćanje kršćanske Objave
- Lamentabili, Pascendi dominici gregis, Dei verbum Drugoga vatikanskog sabora.

U povijesti postoji nekoliko modela shvaćanja objave: epifanijski, instrukcijski, i personalistički. Postoje razlike između kozmičke i povijesne objave. 
Teološkoj refleksiji (teološkom razmišljanju) Objava pruža tri temeljne datosti: 
- Bog Saveza stvorio je svijet za čovjeka i čovjeka je stvorio da preobrazi svijet
- cilj svijeta, čovjeka i njegove povijesti je uskrsli Krist
- eshatologičnost je egzistencijalna dimenzija čovjeka, njegova svijeta i njegove povijesti.

Na ovim su trima datostima saborska konstitucija Gaudium et Spes i papina enciklika Populorum Progressio izgradile prve obrise teologije ljudskog napretka.
Kršćanska objava nije samo teorija o svijetu i čovjeku, jer mijenja samo shvaćanje čovjeka, čovjeko stav prema svijetu, a time i njegovo djelovanje. 
Sukladno načelu korelacije, kršćanska objava daje odgovor na čovjekova pitanja, dok s druge strane čovjek nadahnut objavom postavlja nova pitanja, čim se tvori krug uzajamno ovisnih pitanja i odgovora, no pri tome uvijek se mora imati u vidu da objava posve nadilazi čovjeka i njegov svijet. 
Ljudska je vrsta svjesna da nije plod i projekt nekih zemaljskih bića, jer i najstarije predaje govore da su ljudi izišli iz Božje ruke, a kršćanska objava tu staru predaju potvrđuje: Svaki detalj našeg tijela, naših čežnji i naše duše "projektirao" je Bog. Slika smo i prilika Božje. Nemamo jasan pojam niti sliku o Bogu. A ipak, njime smo natopljeni, kamo god se okrenemo njega susrećemo, njega dodirujemo, i to ne samo po prisutnosti njegovih djela, nego je i on sam osobno svuda. Sve konce stvarnosti drži u svojim rukama.
Kršćanska objava vodi k demitologizaciji i uvidu da priroda 'kao sredstvo treba
služiti čovjeku i doprinositi humanizaciji njegova života, odnosno ne da se čovjek bezuvjetno podvrgne nekom poretku u prirodi koji je predodređen, nego čovjek treba staviti prirodu u službu na način kako to zahtijeva ostvarenje njegove osobnosti.
Budući da Krist govori čovjeku "Bog te voli" i time utemeljuje čovjekovo dostojanstvo koje potom nije ovisno samo o ljudskim sposobnostima, uspjehu, sreai ili socijalnom ugledu. Iz toga proizlazi da kršćanin ne apsolutizira svijet i svjetovna dobra. Kršćanin ih promatra kao "pretposljednja" i kroz njih nalazi Boga te tako se tumači zahtjev o duhu siromaštva ili ideal odricanja radi kraljevstva Božjega kao putokaz da vjernik mora "sakupljati blago u nebu" (Mt 6, 19—21).
Na hrvatskom jeziku nije bilo teoloških tekstova izričito i sustavno bave problematikom kršćanske objave sve do objave knjige fra Anđelka Domazeta Kršćanska objava (izdanje Službe Božje), gdje je produbio metodološke i sadržajne aspekte teologije objave uzimajući u obzir recentnu teološku refleksiju, ciljajući na jednu zaokruženu i cjelovitu viziju teoloških sadržaja i problema vezanih uz teologiju objave.

## Vanjske poveznice
- [neaktivna poveznica] Priprema za izvođenje nastavne jedinice u srednjoj školi